# 坦佩 (亞利桑那州)
坦佩（/tɛmˈpiː/ tem-PEE）是美国亞利桑那州馬里科帕縣的一个城市。该市因希腊的坦佩谷（Vale of Tempe）而得名。该市是凤凰城都会区的一部分，2006年人口约为16萬9712人。
坦佩位于凤凰城都会区的东部谷地区域，因而西侧与凤凰城相接，北侧紧邻斯科茨代尔市（Scottsdale），南部为钱德勒市（Chandler），东部则与梅萨市（Mesa）相连。
坦佩是全美航空的总部所在地、亚利桑那州立大学主校区的所在地。坦佩曾经是亚利桑那红雀队的主场，该队曾于1980年至2007年将主场设于亚利桑那州立大学之阳光恶魔体育场。

## 历史
最早在这一地区定居的是美国西南部的霍霍坎人，为了农业需要，他们修建了早期的运河。大约在公元15世纪前后，除了少数部族成员仍留在左近的地区外，大部分霍霍坎人放弃了这个定居点。
1865年，Mcdowell要塞在索尔特河上游建成，从而为下游的城市建设提供了必要的保障。该要塞派遣美国军队及雇佣拉丁裔工人在附近开垦土地和蓄养牲畜，以便为要塞的驻军提供食品。在不到一年的时间内，盐河附近就出现了第一个小型定居点，这也是自霍霍坎人离开后第一个永久性的定居点。随后不久（1867年至1868年间），现在被称为凤凰城的地区也开始有居民迁入。这两个定居点被称为“海登渡口”和“San Pablo”，他们分别位于海登丘陵的东侧和西侧。其中“海登渡口”得名于后来成为亚利桑那州参议员的卡爾·海登，当时他和他的家庭在此共同经营一个横跨索尔特河的渡口，这个渡口是当时连接索尔特河两岸的交通要道。不久，坦佩灌溉运河公司应运而生，他们为当地种植苜蓿、小麦、大麦、燕麦和棉花的农业提供灌溉水源。
菲利普·達雷爾·杜帕亦是开发坦佩地区的重要先驱者之一，他认为索尔特河附近约300英尺高的丘陵很像希腊奥林匹斯山附近的Tempe谷的风景，因而建议将这一区域命名为坦佩（Tempe），并在1879年得到了公认。
1885年，亞利桑那領地议会决定在坦佩设立官立师范学校，该校先后被命名为亚利桑那师范学校、亚利桑那师范学院、亚利桑那州立学院，亦即现今亚利桑那州立大学的前身。
1887年建成的连接马里科帕县与凤凰城铁路在坦佩跨越盐河，从而将坦佩纳入全国的运输网中。坦佩土地与发展公司随即成立，在蓬勃发展的坦佩地区售卖土地。坦佩因此成为周边农业区的经济枢纽。坦佩市政府于1894年正式成立。
1911年，罗斯福水坝最终完工，从而为坦佩及周边地区的农业生产用水提供了充足的保障。前总统西奥多·罗斯福在水坝完工时向亚利桑那中部的人民表示祝贺，并预言这里将成为一个繁华的都会区。此水坝完工后不到一年，亚利桑那就成为美国第48个州，索尔特河谷地区域也持续发展。
在20世纪和21世纪，坦佩不仅仅凤凰城都会区的一部分，而且也因为其独有的教育和商业优势而具有相当的影响力。

## 经济

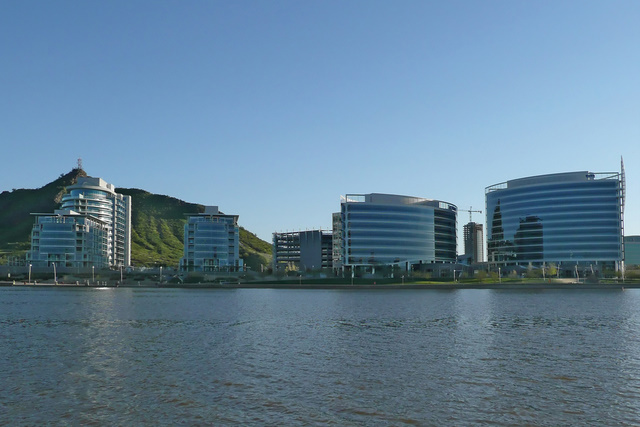
Hayden Ferry Lakeside development on the north end of Downtown Tempe.

坦佩是全美航空（即先前的美西航空）的总部所在地，亦是亚利桑那州立大学的主校区所在地。坦佩曾是Fiesta杯的主办地，2007年赛事组委会决定将举办地移至凤凰城大学体育场。
每年的12月31日，坦佩都要举办洞見喜庆碗联欢活动，这也是全美最大的新年联欢活动之一。通常会有国家级的乐队及明星联合本地演艺人员举办音乐会。该市也曾是2004年美国大选的三场辩论会其中一场的举办地。1996年，超级碗的比赛亦在坦佩进行。此外，坦佩还为洛杉矶安那罕天使提供春训场地。
亚利桑那州最大的购物中心之一，亞利桑那磨坊坐落在坦佩与瓜达卢佩的结合部。亚利桑那唯一一家宜家零售店也位于坦佩南部。
Mill大街（磨坊大街）正位于海登丘陵的西部，作为坦佩市中心的购物与休闲广场，深受市民和学生喜爱。

## 教育
坦佩包含多个学区。
坦佩的大部分地区位于坦佩基础教育学区和坦佩高中联合学区，但也有小部分隶属于Keyren学区（K-8)，斯科茨代尔联合学区（K-12）或梅萨公立学校（K-12）。
坦佩同时也是亚利桑那州三所主要大学之一的亚利桑那州立大学的主校区所在地。此外，马里科帕县社区大学管理处也位于坦佩。

## 交通运输
美国当地时间2018年3月19日，Uber公司的一辆自动驾驶汽车在坦佩发生交通事故并造成一名女性行人死亡，Uber公司随后暂停了其自动驾驶汽车的测试活动。这可能是首起自动驾驶汽车造成行人死亡的交通事故。

## 姐妹城市
- 法國 滨海博略
- 爱尔兰 卡洛
- 新西兰 下哈特
- 德国 雷根斯堡
- 北馬其頓 斯科普里
- 中华人民共和国 鎮江市
- 廷巴克圖